# Roasted - verdens sjoveste ferie
Roasted - verdens sjoveste ferie er et dansk underholdningsprogram, som blev sendt på TV 2 i 2024, samt kan streames på Prime Video.
I programmet inviterer Linda P fem af Danmarks komikere på ferie til enden Marbella eller Cypern. Undervejs roaste de hinanden med intense one-liners og knivskarpe jokes.

## Præmis
Serien foregår i en luksusvilla enden på Marbella eller Cypern kyst, og hver aften er der roast battle. Hovedpersonen for aftenen placeres i den varme stol, og resten konkurrerer om at levere den hårdeste roast.

## Serieoversigt
| Sæsoner | Sæsoner | Episoder | Oprindelig sendt | Oprindelig sendt |
| Sæsoner | Sæsoner | Episoder | Start            | Slut             |
| ------- | ------- | -------- | ---------------- | ---------------- |
|         | 1       | 6        | 17. Maj 2024     | 7 Juni 2024      |
|         | 2       | 6        | 9. Maj 2025      | 23. Maj 2025     |

## Deltagere
| År   | Sæson | Placering        | Placering    | Placering            | Placering     | Placering     |
| År   | Sæson | Vinder           | Resterne     | Resterne             | Resterne      | Resterne      |
| ---- | ----- | ---------------- | ------------ | -------------------- | ------------- | ------------- |
| 2024 | 1     | Lasse Rimmer     | Simon Talbot | Mikkel Klint Thorius | Ane Høgsberg  | Tobias Dybvad |
| 2025 | 2     | Nikolaj Stokholm | L.O.C.       | Victor Lander        | Natasha Brock | Torben Chris  |